# Tornos spodius
Tornos spodius är en fjärilsart som beskrevs av Frederick H. Rindge 1954. Tornos spodius ingår i släktet Tornos och familjen mätare. Inga underarter finns listade i Catalogue of Life.